# Энн, Джулия
Джулия Энн (англ. Julia Ann; настоящее имя — Джулия Тавелла (англ. Julia Tavella); родилась 8 октября 1969 года, Глендейл, Калифорния, США) — американская порноактриса, танцовщица.

## Биография
Джулия Энн — это псевдоним актрисы, при рождении она получила имя Джулия Тавелла. Родилась в городе Глендейл штата Калифорния, в детстве занималась музыкой, училась играть на пианино, в возрасте 12 лет переехала в город Иделлвилд, где жила с бабушкой до 17 лет, после чего перебралась в Лос-Анджелес. В 18 лет пришла в модельный бизнес, именно в это время Джулия Энн работала в Голливуде, зарабатывая борьбой в грязи, до того как приняла участие в стриптиз-дуэте совместно с Джанин Линдмалдер в начале 1990-х. Они были успешны и к ним начали поступать предложения сниматься в порнографических фильмах. Джулия Энн заявила, что она и Линдмалдер занимались сексом, но описали свои отношения как «разновидность влюбленных подруг».
Джулия Энн дебютировала в порнофильме в 1993 году в фильме Эндрю Блейка Hidden Obsessions, где она снималась в лесбийской сцене совместно с Линдмалдер.
21 июня 2003 года Энн вышла замуж за порнорежиссёра Майкла Равена, но в скором времени они расстались.
На 2018 год снялась в 969 порнофильмах.

## Премии
AVN Awards
- введена в AVN Hall of Fame[2]
- 1994 Best All-Girl Sex Scene — Film for Hidden Obsessions[3]
- 2000 Best All-Girl Sex Scene — Film for Seven Deadly Sins[3]
- 2004 Best Actress — Video for Beautiful[3]
- 2007 Best Scene — Video for The Big Dirty Pazon[3]
- 2010 Best Makeup for The 8th Day[4]
- 2010 MILF/Cougar Performer of the Year[4]
- 2011 MILF/Cougar Performer of the Year[5]
- 2013 MILF/Cougar Performer of the Year[6]
- 2015 Hottest MILF (Fan Award)[7]

XRCO Award
- 1994 Best Girl-Girl Scene for Hidden Obsessions[8]
- 2009 MILF Of The Year[9]

XBIZ Award
- 2014 MILF Performer of the Year[10]